# Акаборі Сіро
Акаборі Сіро (20 жовтня 1900 — 3 листопада 1992) — японський хімік-органік і біохімік, член Японської Академії Наук та іноземний член Академії Наук Радянського Союзу (в 1966 році).

## Життєпис
Він закінчив університет Тохоку (в 1925 році). Сіро був організатором та директором Інституту білка (в 1958 році), ректором Осакського університету (з 1966 року), та президентом Інституту фізичних та хімічних досліджень (з 1967 року). Його наукові роботи були присвячені дослідженню структури білків.